# St. Pantaleon (Roxel)

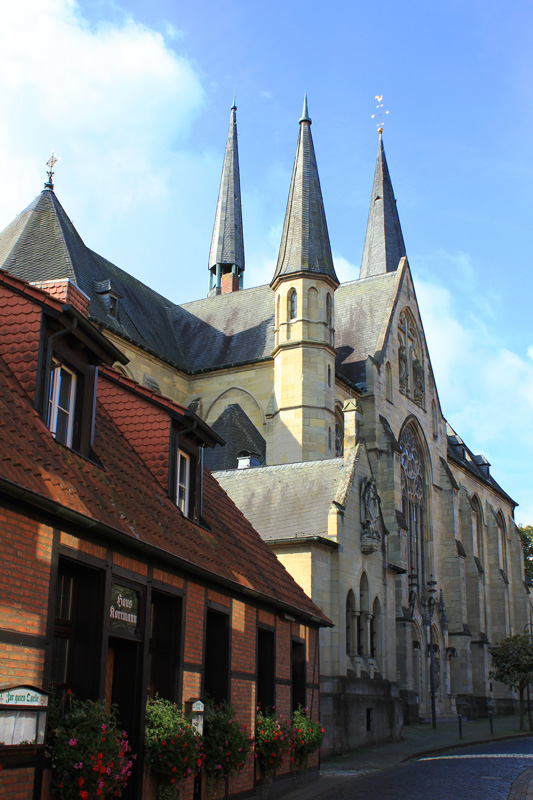
St. Pantaleon

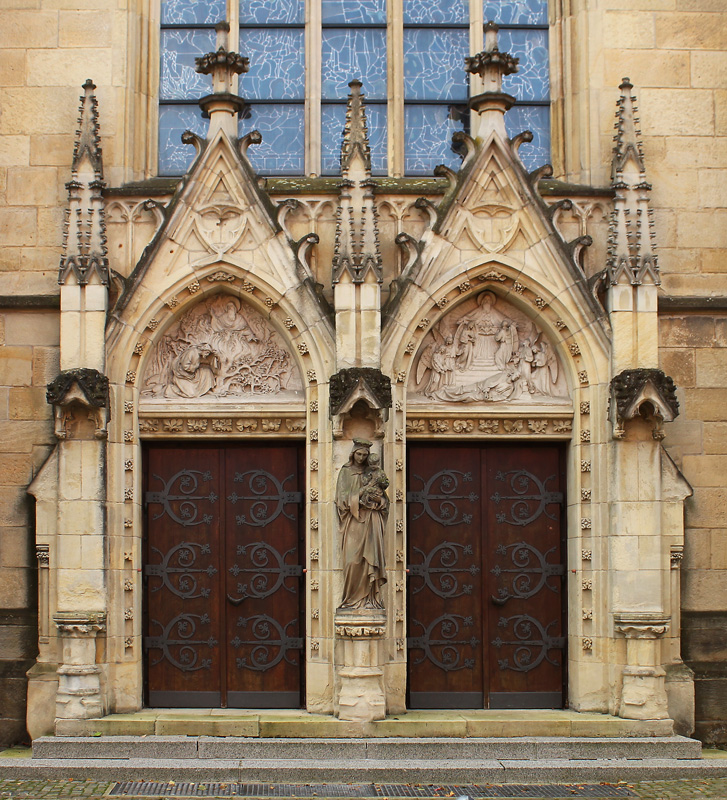
Nordportal

Die katholische Kirche St. Pantaleon ist ein denkmalgeschütztes Kirchengebäude in Roxel, einem Stadtteil der kreisfreien Stadt Münster in Nordrhein-Westfalen. Sie ist Pfarrkirche der katholischen Kirchengemeinde St. Liudger.

## Geschichte und Architektur
Die Kirche ist eine Gründung der Herren von Coten, die seit 1193 als bischöfliche Dienstmannen nachgewiesen sind. Sie war eine Filialkirche von Albachten, der Pfarrer wurde erstmals 1242 urkundlich erwähnt. Von dem Gründungsbau vom Ende des 12. Jahrhunderts ist noch der quadratische, romanische Westturm mit gekuppelten Schallöffnungen erhalten. Im Erdgeschoss ruht das Turmgewölbe auf Kämpfern. Im gewölbten Obergeschoss sind die rundbogigen Fensteröffnungen vermauert. Um die Mitte des 14. Jahrhunderts wurde das romanische Kirchenschiff durch ein gotisches ersetzt. Der Chor stammte aus der Zeit um 1500. Chor und Sakristei der Kirche dienten vom 17. bis zum 19. Jahrhundert als Grablege des Adelsgeschlechts Droste zu Hülshoff, welches für Kirche und Gemeinde verschiedentlich Stiftungen machte. Im 17. und im 18. Jahrhundert wurde die Kirche mehrfach beschädigt und auch ausgeplündert, im Verlauf des Dreißigjährigen Krieges wurde das Pfarrarchiv vernichtet. Die Einwohnerzahl Roxels stieg im 19. Jahrhundert stark an. Zunehmende Schäden an der Bausubstanz des Kirchenschiffs führten schließlich 1893 zum Beschluss des Neubaus. Beim Abriss Ende des 19. Jahrhunderts entdeckte man unter dem Putz Wandmalereien des 15. Jahrhunderts.

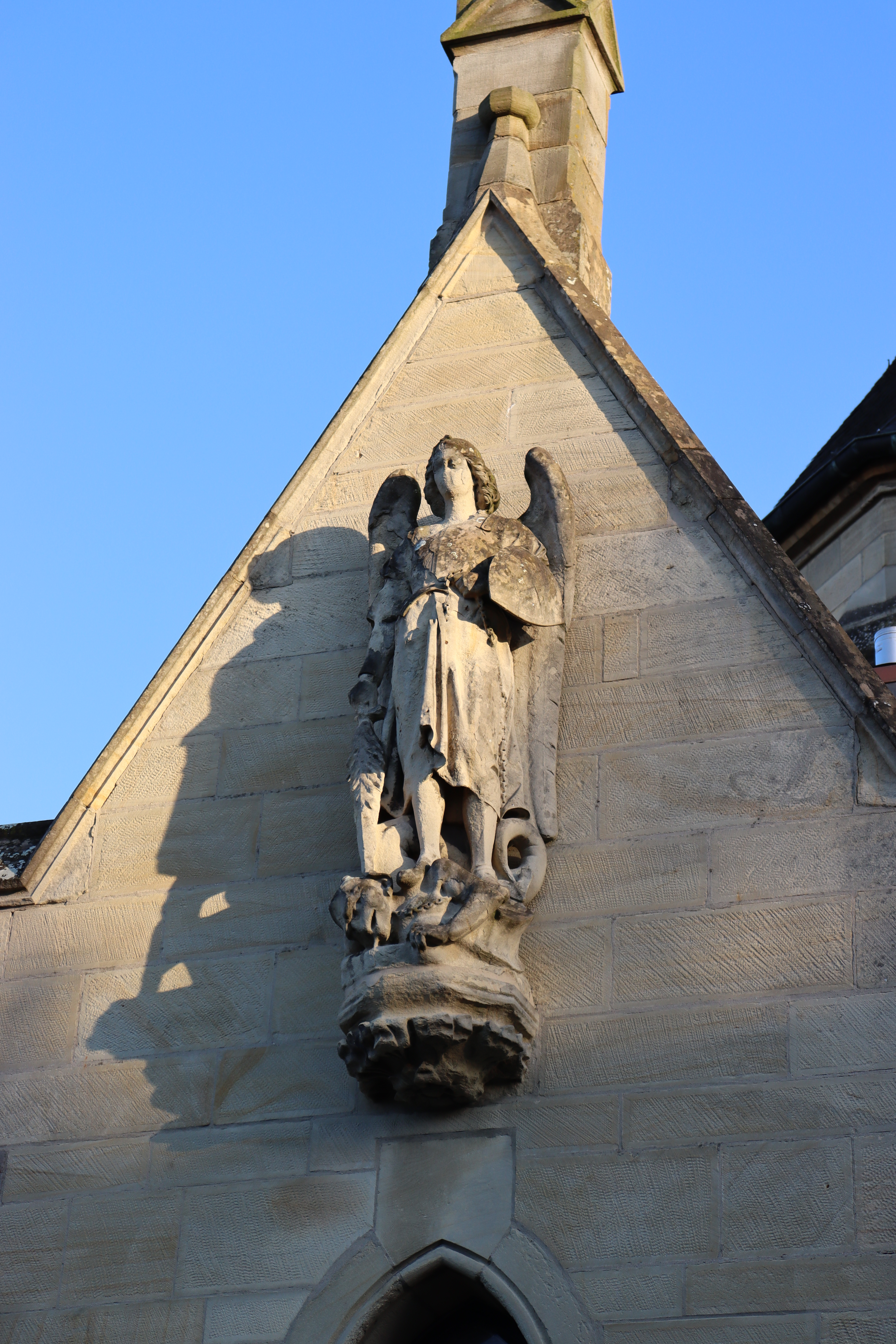
Statue des Erzengel Michael (Bildhauer: August Schmiemann)

Von 1898 bis 1901 entstand nach Entwürfen des Architekten Hilger Hertel dem Jüngeren das neugotische Hallenlanghaus und eine Erneuerung des Turmportals. Mehrere Bildhauer aus Münster und Umgebung waren daran beteiligt. Das Nordportal zeigt am prägnantesten das neogotische Formenrepertoire und die Qualität der Steinmetz- und Bildhauerarbeiten. Die Giebelfläche des nördlichen Querhauses ist durch drei Spitzbogenblenden gegliedert. Sie nahm ursprünglich eine von August Schmiemann in Münster gefertigte Kreuzigungsgruppe auf, die heute durch ein mit Blendmaßwerk gerahmtes Kreuz zwischen zwei Konsolen ersetzt ist. Das Portal der Sakristei, dass bei der Erweiterung 1980/81 nach Norden versetzt wurde, zeigt im Giebel eine Figur des Erzengels Michael auf einer Blattkonsole, ebenfalls aus dem Atelier von Schmiemann in Münster. Auf der Südseite befindet sich im Giebel eine Madonna aus der Bildhauerwerkstatt Dirks in Billerbeck.
Das neue Kirchenschiff wurde am 17. April 1901 von Bischof Hermann Jakob Dingelstad geweiht.
Das heutige in neugotischem Stil errichteten Kirchenschiff ist eine dreischiffige Hallenkirche mit einem Fünf-Achtel Chor-Schluss. Das Querschiff ist etwas breiter als das Langschiff. Am Ostteil sind zwei Nebenapsiden, am Westteil zwei Kapellen, die den romanischen Turm flankieren. Die schiefergedeckte Kirche ist mit einem schlanken, spitzen Dachreiter bekrönt. An der Nordseite zwischen Schiff und Chor befindet sich ein Treppenturm. Der Sockel ist aus Ibbenbürener Stein und die Verkleidung der Mauern aus Baumberger Sandstein gebaut.
Die Glasmalereien der Kirchenfenster wurden mit Schwarzlot konturiert und schattiert. Dabei wurde in der Art naturalistischer Porträts des 19. Jahrhunderts gearbeitet.
Die vier Statuen der Kirchenväter Hieronymus, Ambrosius, Augustinus und Gregor der Große von Johann Wilhelm Gröninger sowie die erste Orgel der Kirche spendete 1711 Heinrich Johann I. Droste zu Hülshoff (1677–1739).

## Ausstattung

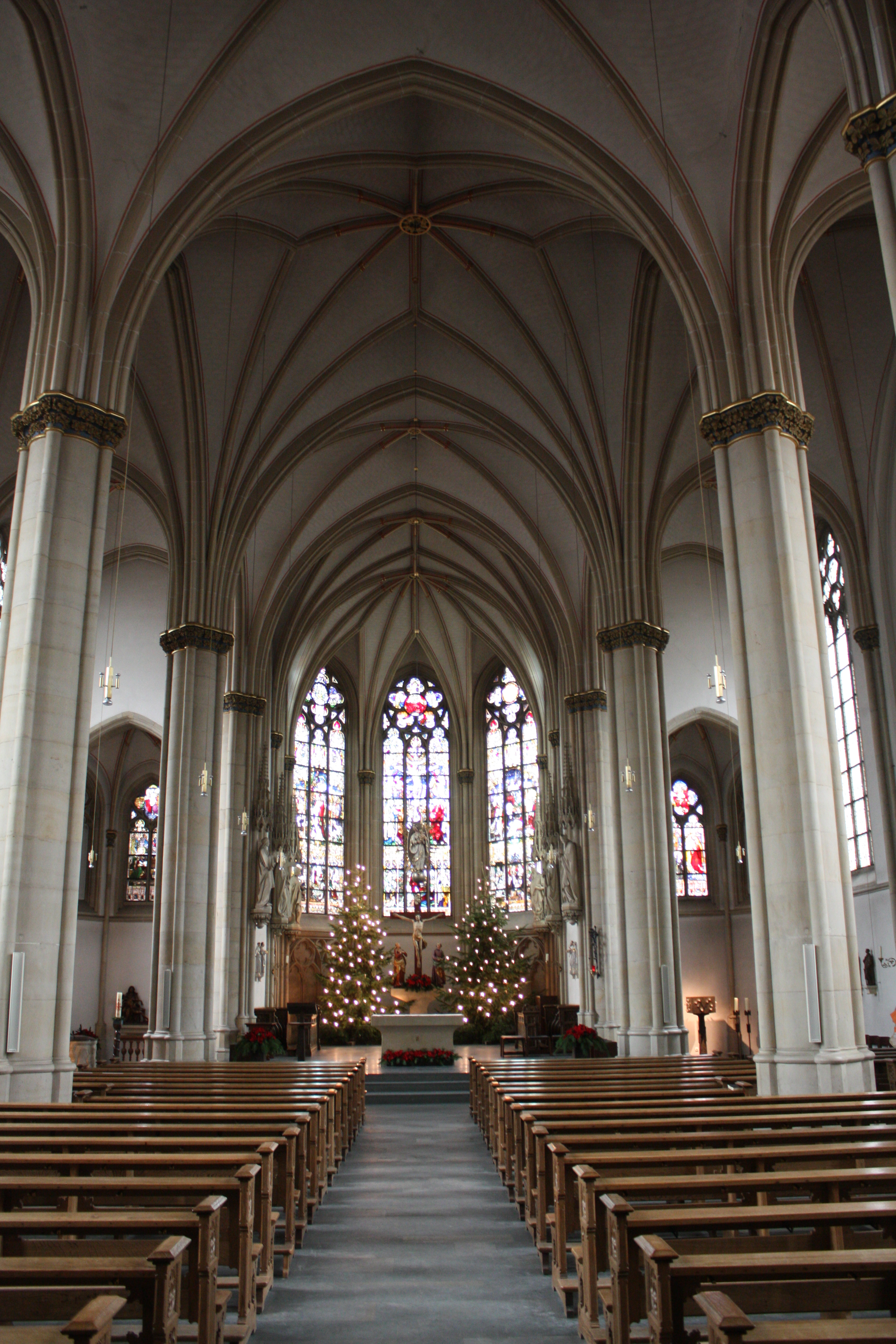
Blick auf den Chorraum

### Innenraum
- Ein zylindrischer, romanischer Taufstein von 1170 mit Darstellung eines Bischofs und einer Halbfigur Christi zwischen den Evangelistensymbolen. Es ist einer der wenigen geschmückten Taufsteine des zwölften Jahrhunderts in Westfalen und diente u. a. der Taufe bekannter Angehöriger der Familie Droste zu Hülshoff.
- In der Eingangshalle des Turms ist die Grabplatte eines Adeligen aus dem 12. Jahrhundert aufgestellt.
- Zwei Schlusssteine vom gotischen Vorgängerbau mit derben Darstellungen von Heiligen aus dem dritten Viertel des 14. Jahrhunderts.
- Eine Kreuzigungsgruppe von etwa 1670.
- Die spätbarocken Skulpturen der vier Kirchenväter von Johann Wilhelm Gröninger sind um 1675 bis 1724 gefertigt worden.[3][4]
- Ein Vesperbild aus Mitte des 18. Jahrhunderts.
- Eine Ikone aus Zentralrussland, gemalt um 1880, zeigt das Bildnis des Hl. Pantaleon.
- Die Heiligenfiguren im neogotischen Stil wurden mit Fertigstellung des Kirchenbaus Anfang 1901 an den Innenpfeilern angebracht. Nachweislich stammen die aus Sandstein gefertigten Figuren des Hl. Antonius von Padua und Antonius der Eremit im rechten Seitenchor[5], sowie die Figur des Hl. Pantaleon im Chorraum[6] von Bildhauer August Schmiemann.
- Die Reliefdarstellung der Taufe Christi durch Johannes den Täufer wurde von Bildhauer Wilhelm Bolte im Jahre 1901 geschaffen.[7]
- Das Relief mit der biblischen Szene „Jesus und die Emmaus-Jünger“ war Teil der ehemaligen Kommunionbank. Es stammt von Bildhauer August Schmiemann, ebenfalls aus dem Jahr 1901.
- Zwei Sandsteinepitaphien, bezeichnet 1945.

### Orgel
Die jetzige Orgel wurde 1955 von Alfred Führer für die Kreuzeskirche in Essen gebaut und 1976 in der Pantaleonskirche aufgestellt. Das Schleifladen-Instrument hat 23 Register auf zwei Manualen und Pedal. Die Spieltrakturen sind mechanisch, die Registertrakturen elektrisch.
| I Hauptwerk C–f3 |                |        |
| 1.               | Quintade       | 16′    |
| 2.               | Prinzipal      | 08′    |
| 3.               | Spitzflöte     | 08′    |
| 4.               | Oktave         | 04′    |
| 5.               | Kleingedackt 0 | 04′    |
| 6.               | Oktave         | 02′    |
| 7.               | Quinte         | 01 ⁄3′ |
| 8.               | Mixtur V       | 01 ⁄3′ |
| 9.               | Trompete       | 08′    |
|                  | Tremulant      |        |

| II Brustwerk C–f3 |                   |        |
| 10.               | Salicional        | 8′     |
| 11.               | Singend Gedackt 0 | 8′     |
| 12.               | Rohrflöte         | 4′     |
| 13.               | Nasard            | 2 ⁄3′  |
| 14.               | Prinzipal         | 2′     |
| 15.               | Terz              | 1 3⁄5′ |
| 16.               | Zimbelmixtur IV   | 1′     |
| 17.               | Rohrschalmey      | 8′     |
|                   | Tremulant         |        |

| Pedal C–f1 |                |     |
| 18.        | Subbass        | 16′ |
| 19.        | Prinzipal      | 08′ |
| 20.        | Gedacktbass 0  | 08′ |
| 21.        | Oktave         | 04′ |
| 22.        | Hintersatz III | 02′ |
| 23.        | Fagott         | 16′ |

- Koppeln: II/I, I/P, II/P

### Geläut
Im Turm von St. Pantaleon, der Mitte des 12. Jahrhunderts errichtet wurde, hängen drei Glocken, darunter zwei spätmittelalterliche Glocken und eine Glocke aus dem Jahr 1956. Von den drei Glocken, die vor dem Zweiten Weltkrieg im Turm hingen, mussten zwei Glocken zu Kriegszwecken abgeliefert werden: Die „Salvatorglocke“, die 1947 unversehrt nach Roxel zurückkam, und die große „Pantaleonsglocke“ (1821 in Gescher gegossen), die verschollen blieb. Die kleine „Pantaleonsglocke“ aus dem Jahr 1531 blieb im Krieg im Turm, wurde aber bei einem Granateneinschuss im Zweiten Weltkrieg beschädigt: einer der sechs Haltebügel der Glockenkrone wurde abgetrennt. Gleichwohl läutet die Glocke.
| Nr. | Name      | Gussjahr | Gießer                                          | Ø (cm) | Gewicht (kg) | Nominal | Inschrift(en), Anmerkung(en) |
| --- | --------- | -------- | ----------------------------------------------- | ------ | ------------ | ------- | --- |
| 1   | Salvator  | 1693     | Gottfried de Lapey (Erwitte) und Bernhard Stule |        |              | c1      | Mit Wappen des Stifters Bernhard III. von Droste-Hülshoff (1634–1700)                                                                                            |
| 2   |           | 1956     | Feldmann & Marschel, Münster                    |        |              | d1      | |
| 3   | Pantaleon | 1531     | Wolter Westerhues                               | 130    |              | e1      | „Ich heiße Pantaleonglocke, versammle mit meinem Klang die frommen Herzen, mildere die Gewalt des Donners, verkünde schmerzliche Trauer. Im Jahr des Herrn 1531“ |